# Künstlergesellschaft Allotria

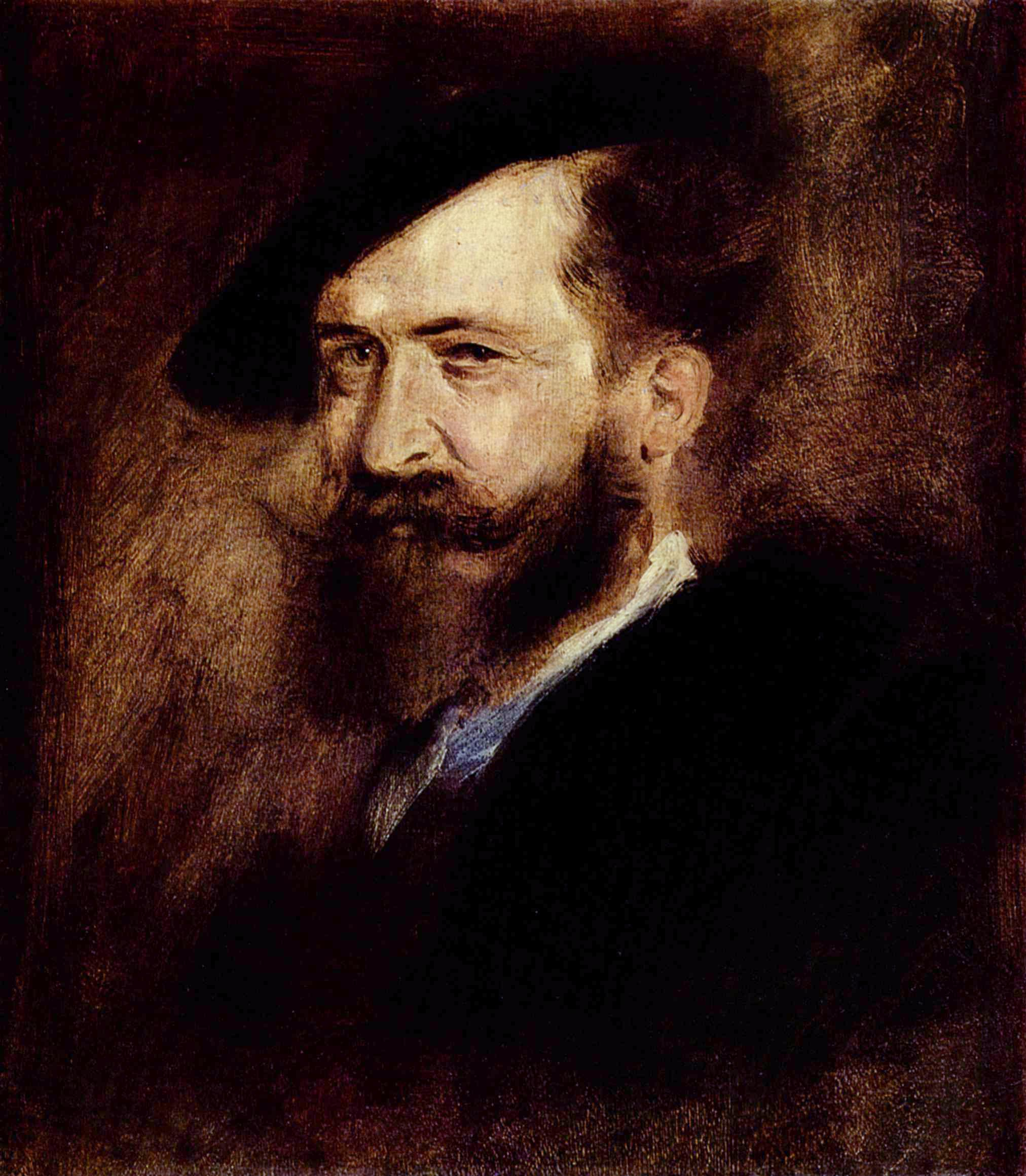
F. v. Lenbach – Porträt von Wilhelm Busch

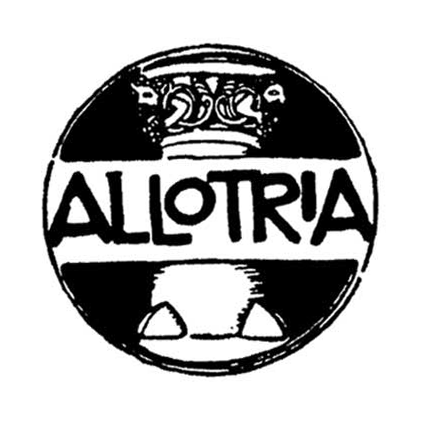
Logo der Allotria (etwa 1877)

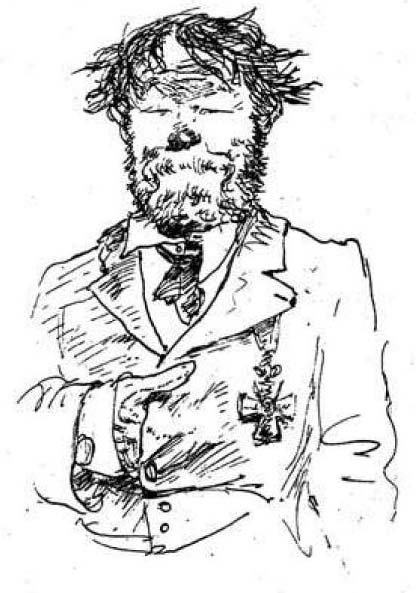
Friedrich August von Kaulbach: Karikatur des ersten Vorsitzenden Michael Wagmüller, 1878

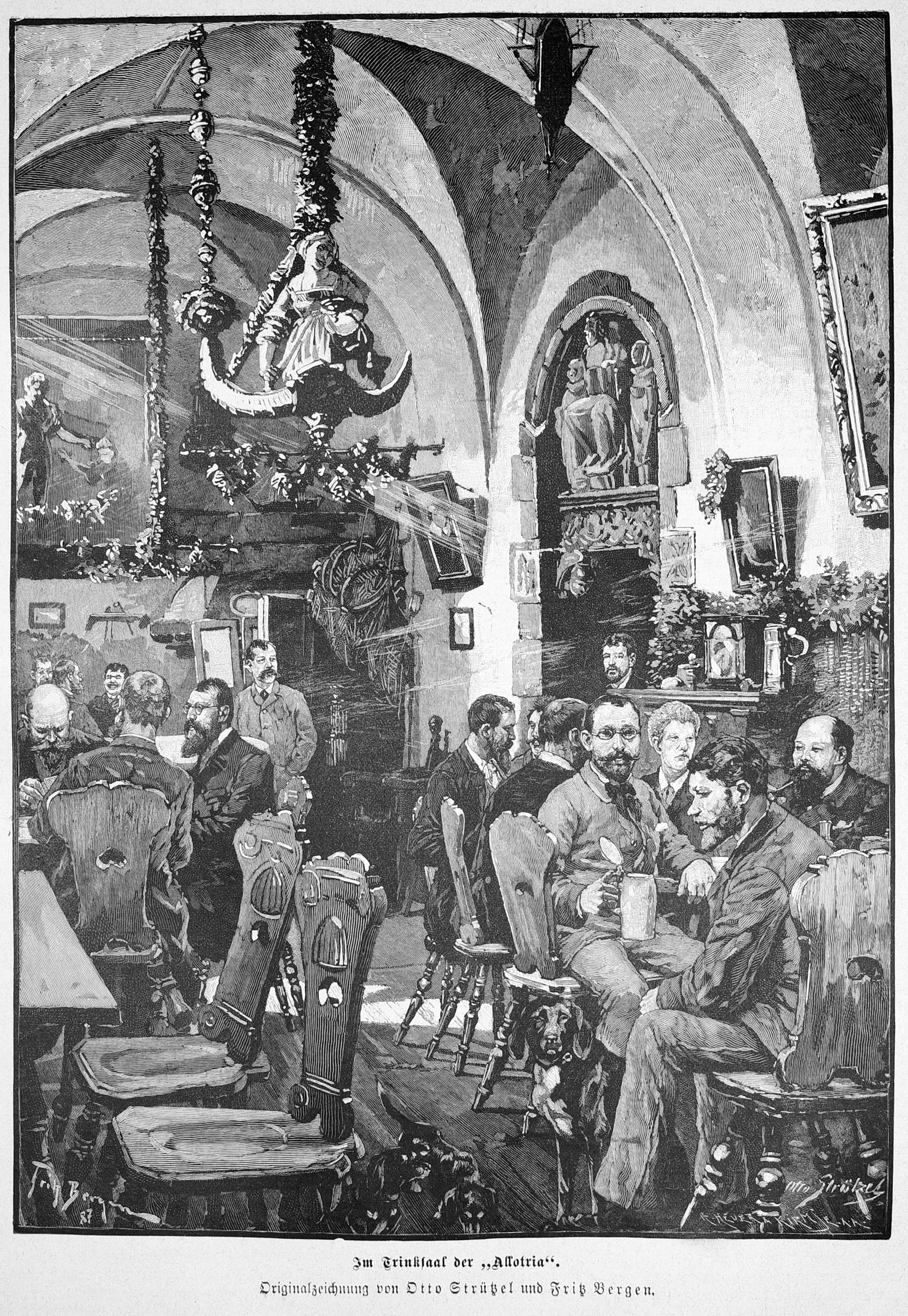
Im Trinksaal der „Allotria“, Illustration in der Zeitschrift Die Gartenlaube, 1887, nach einer Zeichnung von Otto Strützel und Fritz Bergen

Die Künstlergesellschaft Allotria wurde 1873 von Franz von Lenbach und Lorenz Gedon in München gegründet. Anlass dazu war der Austritt von etwa 50 Künstlern aus der Münchner Künstlergenossenschaft. Die Allotria galt nach ihrer Gründung als ein Treffpunkt der „Revolutionäre“ der damaligen Münchner Kunstszene, die nicht im etablierten Glaspalast ausstellten. 1879 wurde Lenbach zum Präsidenten gewählt. Außerdem war Carl Josef Bauer 10 Jahre lang Präsident der Künstlergesellschaft.
Um vom gesellschaftlich und im Kunstbetrieb sehr einflussreich gewordenen, 1882 nobilitierten „Künstlerfürsten“ Ritter von Lenbach unabhängiger ausstellen zu können, kam es wiederum zu einer Abspaltung: 1892 gründete sich aus der Allotria heraus die Münchener Secession.
Mitglieder der Allotria waren u. a. die Maler Josef Block, Lovis Corinth, Otto Frölicher, Hugo von Habermann, Friedrich August von Kaulbach, Hans Makart, Bruno Piglhein, Franz von Stuck, Joseph Wopfner und Philipp Zeltner, der Dirigent und Komponist Hermann Levi, die Karikaturisten Wilhelm Busch und Adolf Oberländer sowie die Architekten Gabriel und Emanuel von Seidl. Der Bildhauer und Erzgießer Ferdinand von Miller (jr.) übernahm den Vorsitz der Allotria ab 1922.
Die Gesellschaft traf sich ursprünglich im Schlachthaus des „Abenthum“, einer der ältesten Münchner Gastwirtschaften. Auch heute ist die Künstlergesellschaft Allotria eine bunte Gesellschaft von etwa 40 Künstlern unterschiedlichster Disziplinen und spiegelt mit ihrer Vielfalt den Geist ihrer Gründer wider. Die Mitglieder treffen sich wöchentlich im Allotria-Keller des Künstlerhauses am Lenbachplatz, darunter der Bildhauer Michael Gattnarzik, der Maler und Kunsthistoriker R. Legler, der Maler J. Jung, der Musiker und Tontechniker Peter Lang. Das Künstlerhaus wurde von Mitgliedern der Allotria gegründet und 1900 eingeweiht.